# Jan Tęgowski
Jan Tęgowski (ur. 1948) – polski historyk, profesor Uniwersytetu w Białymstoku.

## Życiorys
W 1975 roku ukończył studia na Uniwersytecie Mikołaja Kopernika w Toruniu. Na tej samej uczelni uzyskał stopień doktora broniąc napisaną pod kierunkiem Tadeusza Grudzińskiego pracę zatytułowaną  Próby jednoczenia państwa polskiego w ostatnim ćwierćwieczu XIII stulecia (1986), a następnie się habilitował na podstawie pracy Pierwsze pokolenia Giedyminowiczów (2000). Tytuł naukowy profesora otrzymał w 2012. Od 2006 roku dyrektor Instytutu Historii Uniwersytetu w Białymstoku, obecnie (2014) kierownik Zakładu Historii Średniowiecza i Nauk Pomocniczych w ramach IH UwB.
Główne obszary badawcze to genealogia oraz historia średniowiecza. Jego artykuły ukazywały się w takich periodykach jak „Przegląd Historyczny”, „Studia Źródłoznawcze”, „Zapiski Historyczne” i „Genealogia. Studia i materiały historyczne”. W 2017 odznaczony został Medalem Komisji Edukacji Narodowej.

## Wybrane publikacje
- Przodkowie Zofii Holszańskiej, czwartej żony Władysława Jagiełły. Genealogia. Studia i Materiały Historyczne tom 8, 1996, s. 27-45.
- (wstęp) Oswald Balzer, Genealogia Piastów, wstęp do 2 wyd. Jan Tęgowski, Kraków: Wydawnictwo Avalon 2005.
- (wstęp) Zygmunt Wdowiszewski, Genealogia Jagiellonów i Domu Wazów w Polsce, wstęp Jan Tęgowski, Kraków: Wydawnictwo Awalon 2005.
- (wstęp) Stanisław Smolka, Mieszko Stary i jego wiek, wprow. Jan Tęgowski, Kraków: Wydawnictwo Avalon T. Janowski 2009.
- Rodowód kniaziów Świrskich do końca XVI wieku, Wrocław: Wydawnictwo Uniwersytetu Wrocławskiego 2011.